# Lago Ghío
El Lago Ghío es un lago en la Argentina. Se encuentra ubicado en el Departamento Lago Buenos Aires, en la provincia de Santa Cruz, Patagonia.

## Geografía
El lago se encuentra a unos 25 km al este del Lago Cochrane/Pueyrredón. Su cuenca es endorreica, lo que significa que el suministro de agua no es suficiente para abastecer a un emisario, y la evaporación equilibra exactamente las contribuciones.
Algunas veces, durante periodos más húmedos, posee un emisario, que nace en la costa sur, y vierte el exceso de agua en el río Blanco, cuya corriente fluye hacia el lago Salitroso.
El lago es alimentado principalmente por el río Columna y el Correntoso. Ambos ríos confluyen en el lado noroeste del lago. Su superficie se encuentra a una altitud de 376 metros y es de 70 kilómetros cuadrados. La cuenca del lago es de unos 320 km².
El Ghío se halla a los pies de la Sierra Colorada. Posee 15 kilómetros de extensión y no suele desaguar hacia ningún lado. Sus aguas emanan un olor similar al del mar, pero al probarla resulta dulce. En sus costas se encuentran piedras que parecen esculturas hechas por humanos, pero que son obra de la naturaleza. Sus formas peculiares originaron en la región chilena vecina de Cochrane una leyenda sobre la existencia de muñecas de piedra de propiedades malignas.